# マケドニア人
マケドニア人（マケドニアじん、マケドニア語: Македонци、ギリシア語: Μακεδόνες）は、マケドニアに住む人々のことをさす。時代によって定義は異なる。
1. 古代から中世にかけ、マケドニア地方に在住したギリシャ人とされる一派。
2. ギリシャ北部に住むギリシャ人とされる集団。下記のスラブ系民族とは異なる概念。
3. 南スラヴ語群に属するマケドニア語を母語とする現代の民族。

ここでは3について述べる。

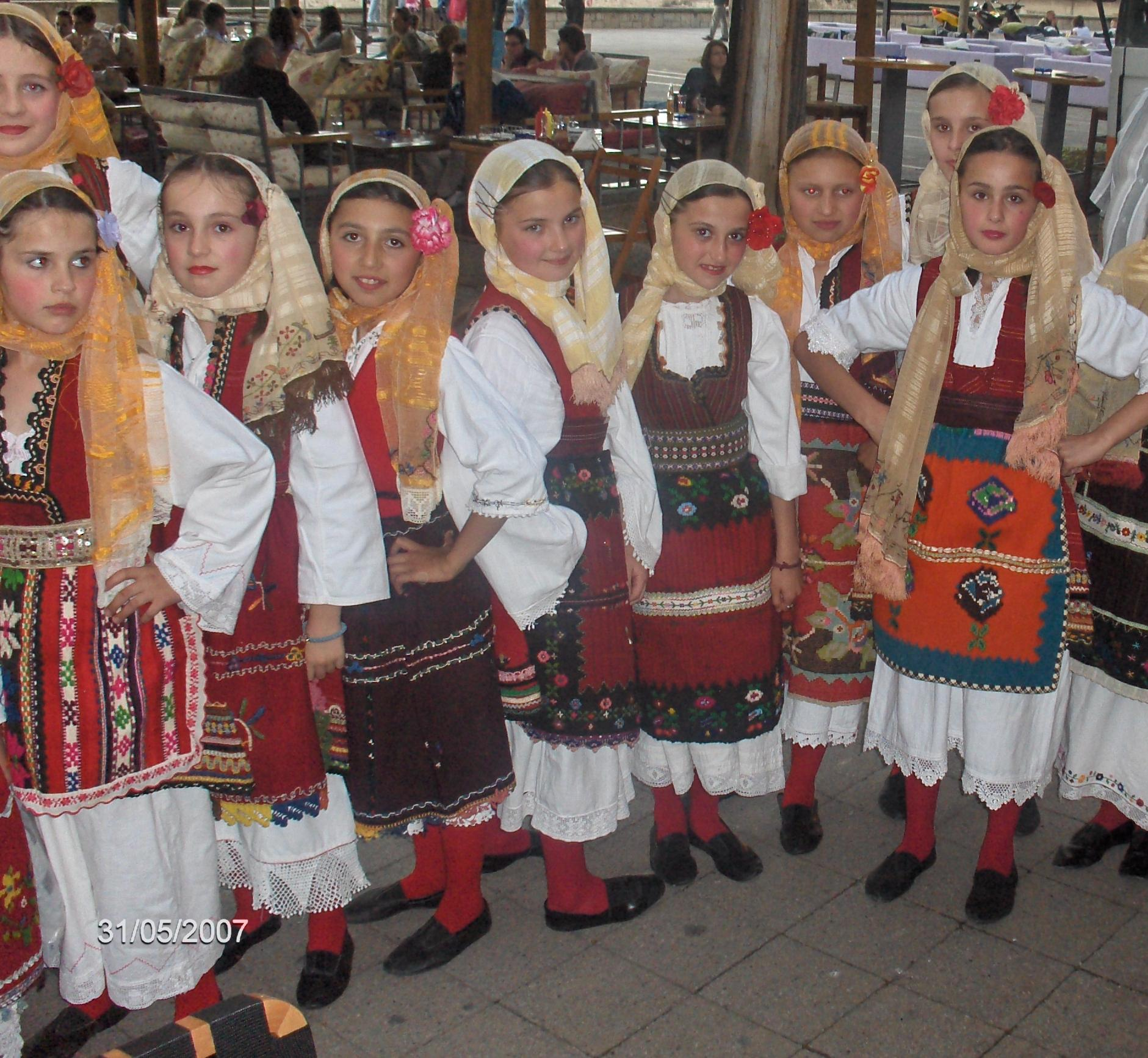
民族衣装の少女たち

マケドニア人はマケドニア語を母語とする集団に帰属意識をもつ者と定義することができるが、マケドニア語とブルガリア語はひとつながりの方言分布を構成しており、その区別は近代史上の経緯によるところが大きい。19世紀後半の時点では、ブルガリア人とマケドニア人との違いは曖昧なものであった。実際、その時代の人物のなかには、北マケドニア共和国の歴史ではマケドニア人、ブルガリア共和国の歴史ではブルガリア人とみなされる者も存在する。
マケドニア民族の概念の祖形は19世紀末、内部マケドニア革命組織などにおいて現れる。ただしこの時点では、ブルガリアとの統一（大ブルガリア主義）を指向する向きが強かった。1912年にギリシャ・セルビア・モンテネグロ・ブルガリアはオスマン帝国に宣戦し、ギリシャその他四国（バルカン同盟）が勝利した。戦後のロンドン条約でバルカン同盟はマケドニア地方を獲得し、モンテネグロ以外の三国がこれを分割した。このときセルビアが取得した部分が、現在のマケドニア共和国の前身である。ブルガリアは国内のブルガリア人・マケドニア人を全てブルガリア人とみなし、公式にはマケドニア人を国内少数民族として認めてこなかった。またギリシア領内にも一定数のマケドニア人が居住しつづけているが、国内少数民族としては認められていない。
マケドニア人による民族自治は1944年の対独レジスタンス政権とそれを継承するユーゴスラビア連邦人民共和国内のマケドニア人民共和国（後にユーゴスラビア社会主義連邦共和国内のマケドニア社会主義共和国）からである。同共和国はマケドニア共和国への改組を経て1991年に独立する。

マケドニア共和国でマケドニア人が過半数の自治体（2002年）
ギリシア共和国のエーゲ・マケドニア地方でスラブ系言語が少数言語として存在する地域（1993年）